# جنگ گوگوریو–وی
جنگ گوگوریو–وی (کره‌ای: 고구려–위 전쟁) ،مجموعه ای از تهاجمات علیه گوگوریو بود که از سال ۲۴۴ تا ۲۴۵ توسط سائو وی آغاز شد،که بعدا زمینه‌ساز جنگ دوم گوگوریو-وی در ۲۵۹ میلادی شد.
این تهاجمات، تلافی علیه یورش گوگوریو در سال ۲۴۲، پایتخت گوگوریو هواندو را ویران کرد، پادشاه آن را فراری داد، و روابط خراجی بین گوگوریو و سایر قبایل شبه جزیره کره را که بخش عمده ای از اقتصاد گوگوریو را تشکیل می‌دادند، قطع کرد. اگرچه پادشاه از دستگیری طفره رفت و در پایتخت جدید مستقر شد، گوگوریو برای مدتی به شدت کاهش یافت و نیم قرن آینده را صرف بازسازی ساختار حاکم خود و بازپس‌گیری کنترل مردمش کرد، که در متون تاریخی چین ذکر نشده است.
تا زمانی که گوگوریو دوباره در سالنامه‌های چین ظاهر شد، ایالت به یک نهاد سیاسی بسیار قدرتمندتر تبدیل شده بود - بنابراین تهاجم وی توسط مورخان به عنوان نقطه‌ای در تاریخ گوگوریو شناسایی شد که مراحل مختلف رشد گوگوریو را تقسیم کرد. علاوه بر این، لشکرکشی دوم جنگ شامل دورترین لشکرکشی به منچوری توسط ارتش چین تا آن زمان بود و بنابراین در ارائه اولین توصیفات مردمانی که در آنجا زندگی می‌کردند مؤثر بود.

## پیش‌زمینه
دولت‌داری گوگوریو در میان مردم منچوری و شبه‌جزیره کره در قرن اول و دوم پیش از میلاد شکل گرفت، زمانی که دودمان هان غربی کنترل خود را به شمال شرق آسیا گسترش داد و چهار فرمانداری هان را ایجاد کرد. با رشد و متمرکز شدن گوگوریو، این دولت‌داری به تدریج با دودمان هان در تماس قرار گرفت و درگیری‌هایی با آن داشت. گوگوریو قدرت خود را با فتح سرزمین‌های شمال شبه‌جزیره که تحت سلطه هان بودند، تحکیم کرد.
هنگامی که قدرت دودمان هان به دلیل ناآرامی‌های داخلی در قرن دوم میلادی کاهش یافت، فرمانده جنگی گونگ‌سان دو کنترل فرمانداری‌های لیائودونگ (遼東) و شوانتو را به دست گرفت که به‌طور مستقیم مجاور گوگوریو بودند. گروه گونگ‌سان دو اغلب با گوگوریو به اختلاف می‌پرداختند، علی‌رغم همکاری اولیه و این درگیری‌ها به اوج خود در نزاع جانشینی گوگوریو در سال ۲۰۴ رسید، که جانشین گونگ‌سان دو، گونگ‌سان کانگ از آن بهره‌برداری کرد. اگرچه نامزد حمایت‌شده توسط گونگ‌سان کانگ در نهایت شکست خورد، پیروز این نبرد، سان‌سانگ از گوگوریو مجبور شد پایتخت خود را به سمت جنوب شرقی به هواندو (که امروزه جی‌آن، جیلین است) در کنار رود یالو منتقل کند که حفاظت بهتری فراهم می‌آورد. گونگ‌سان کانگ وارد شد و نظم را به فرمانداری لیلانگ بازگرداند و فرمانداری جدید دایفانگ را با تقسیم بخش جنوبی لیلانگ تأسیس کرد.
در مقایسه با پایتخت مناسب کشاورزی و غنی قبلی، جولبون، هواندو در منطقه‌ای کوهستانی واقع شده بود که زمین قابل کشت کمی داشت. برای حفظ اقتصاد، هواندو مجبور بود منابع را به‌طور مداوم از مردم روستا استخراج کند، که شامل جوامع قبیله‌ای اوکجه و یه می‌شد. گفته می‌شد که اوکجه به عنوان بردگان واقعی برای پادشاه گوگوریو کار می‌کردند و مایحتاج (مانند پارچه، ماهی، نمک و سایر محصولات دریایی) را از شمال شرق شبه‌جزیره به حوضه یالو حمل می‌کردند، که این نشان‌دهنده ترتیبی بود که گوگوریو پس از ورود گونگ‌سان کانگ مجبور به پذیرش آن شده بود. تا دهه ۲۳۰ میلادی، گوگوریو قدرت خود را از این روابط تابع بازگرداند و حضور خود را در منطقه جولبون بازیابی کرد. در سال ۲۳۴، دولت جانشین دودمان هان، سائو وی، ارتباط دوستانه‌ای با گوگوریو برقرار کرد و در سال ۲۳۸، ائتلافی میان وی و گوگوریو دشمن مشترک خود، گونگ‌سان یوان، آخرین فرمانده جنگی گونگ‌سان را نابود کرد (به ائتلاف لیائودونگ سیمای یی مراجعه کنید). وی تمامی سرزمین‌های گونگ‌سان یوان، از جمله لیلانگ و دایفانگ را تصرف کرد — اکنون نفوذ وی به شبه‌جزیره کره، مجاور گوگوریو، گسترش یافته بود. با این حال، جمعیت هان در لیائودونگ کاهش شدیدی یافت چرا که وی اقدام به پاکسازی گسترده تمامی کسانی که به گونگ‌سان یوان خدمت کرده بودند، کرده و جمعیت ساحلی را به شاندونگ منتقل کرد تا در برابر حمله دریایی از سوی دشمن شرقی، وو، واکنش نشان دهد.
ائتلاف میان گوگوریو و وی در سال ۲۴۲ شکسته شد، زمانی که پادشاه دونگ‌چئون از گوگوریو افرادی را برای غارت ناحیه لیائودونگ شی‌آن‌پینگ (西安平؛ نزدیک به دن‌دونگ امروزی، لیائونینگ) در دهانه رود یالو فرستاد. شی‌آن‌پینگ منطقه‌ای مهم بود که در اوایل دهه ۲۳۰ میلادی تحت کنترل گوگوریو قرار داشت اما در جریان کمپین لیائودونگ در سال ۲۳۸ توسط نیروهای وی تصرف شد. این منطقه زمین‌های کشاورزی حیاتی بود که محل سکونت مردم «رودخانه یان‌مک» (小水貊) بود، شاخه‌ای از مردم گوگوریو که به دلیل کمان‌های عالی خود معروف بودند. علاوه بر این، شی‌آن‌پینگ به گوگوریو دسترسی به دریا می‌داد که از طریق آن در گذشته با وو شرقی ارتباط برقرار می‌کرد. در نهایت، حضور گوگوریو در آنجا مسیرهای زمینی بین دشت مرکزی و فرمانداری‌های سائو وی در شبه‌جزیره کره را قطع می‌کرد. دربار سائو وی به این تهدید آشکار برای کنترل خود بر لِلانگ و دایفانگ واکنش شدیدی نشان داد.